# Rupert Butler
Pour les articles homonymes, voir Butler.
Rupert Butler, né en 1933, est un essayiste britannique dont l'œuvre est focalisée sur l'époque du national-socialisme.

## Biographie
Il est surtout connu pour son livre de 1983 Legions of Death, où il déclare avoir interrogé un officier anglais présent pendant le passage à tabac de Rudolf Höss lors de sa capture. Ce passage a ensuite été utilisé par des auteurs négationnistes pour affirmer que le témoignage de Höss sur les assassinats en masse à Auschwitz a été obtenu sous la torture. Cette thèse ne correspond pas au récit de Butler et ce dernier, compte tenu de son caractère romancé, ne peut que difficilement être utilisé pour élaborer une image conforme à la réalité historique.

## Œuvres
- As they saw her - Emmeline Pankhurst : portrait of a wife, mother and suffragette, London, Harrap, 1970   (ISBN 978-0-245-59970-5).
- As they saw it - the French Revolution, London, Harrap, 1975  (ISBN 978-0-245-52137-9).
- Assassin, London, Robert Hale, 1986  (ISBN 978-0-709-02244-2).
- The black angels : he Story of the Waffen-SS , Feltham, Hamlyn, 1978   (ISBN 978-0-600-39429-7).
- Hand of Steel. The Story of the Commandos, Feltham, Hamlyn, 1980  (ISBN 978-0-600-38387-1).
- Legions of Death: The Nazi Enslavement of Eastern Europe, Feltham, Hamlyn, 1983   (ISBN 978-0-600-20524-1).
- Gestapo. The truth behind the evil legend, Feltham, Hamlyn, 1981  (ISBN 978-0-099-38710-7).
- Curse of the Death's Head, London, Hamlyn, 1985   (ISBN 978-0-099-42760-5).
- Hitler’s young tigers: the chilling true story at the Hitler Youth, London, Arrow Books, 1986  (ISBN 978-0-099-42450-5).
- Cross of Iron: The Nazi Enslavement of Western Europe, London Arrow Books, 1989   (ISBN 978-0-099-55520-9).
- An Illustrated History of the Gestapo, Motorbooks International, 1993    (ISBN 0-879-38801-3).
- Hitler's Jackals, Barnsley, Pen and Sword, 1998  (ISBN 978-0-85052-593-9).
- SS-Leibstandarte : the history of the first SS Division 1933-1945, Staplehurst, Spellmount Ltd, 2001  (ISBN 978-1-862-27117-3).
- SS-Wiking: The History of the 5th SS Division 1941-45 Havertown, Casemate, 2002   (ISBN 978-1-932-03304-5).
- SS Hitlerjugend: The History of the 12th SS Division 1943 - 1945 Staplehurst, Spellmount Publishers 2003  (ISBN 978-1-862-27193-7).
- The Gestapo: A History of Hitler's Secret Police, Barnsley, Leo Cooper, 2004  (ISBN 978-1-844-15015-1).
- Hitler's Death's Head Division: SS Totenhopf Division, Barnsley, Leo Cooper, 2004  (ISBN 978-1-844-15205-6).
- Stalin's Instruments Of Terror, Staplehurst, Spellmount, 2006   (ISBN 978-1-862-27350-4).